# 新式目
新式目（しんしきもく）とは、鎌倉幕府が弘安7年5月20日（1284年7月4日）に出した38か条からなる追加法。

## 概要
執権である北条時宗の急死後に出された法令で、新執権貞時の外戚である安達泰盛が主導となって制定されたと言われている。後に弘安徳政と言われた鎌倉幕府の改革の中核となった法令である。
大きく分けると徳政の重要性を提示した前半18か条と神領興行や越訴奉行の設置、御家人領の甲乙人からの保護などの具体的政策を示した後半20か条に分けることができる。前半を誰に提示したか、すなわちこの式目を誰に奏上したかについては将軍惟康親王と執権北条貞時の両説があるが結論は出されていない。